# Guillaume Bouchet
Guillaume Bouchet  (* 1513 in Poitiers; † 1594 ebenda) war ein französischer Buchhändler und Schriftsteller.

## Leben und Werk
Bouchet gehörte einer Drucker- und Buchhändlerfamilie aus Poitiers an. Unter den Geschäftsleuten seiner Heimatstadt hatte er eine herausgehobene Position als eine Art Friedensrichter und Ombudsmann (juge-consul). Bouchet schrieb eine Sammlung von 36 realistischen Abenderzählungen (serées), die dem Genre der „littérature bigarrée“ (bigarrée = buntscheckig) zuzurechnen sind, das zur gleichen Zeit auch von anderen französischen Autoren gepflegt wurde (Bénigne Poissenot, Étienne Tabourot, Noël du Fail und Nicolas de Cholières). André Janier hat nachgewiesen, dass Bouchets thematisch geordnete Texte aus zahlreichen ungenannten Lesefrüchten (ihm stand eine reiche Bibliothek zur Verfügung) kompiliert und puzzleartig zusammengefügt sind, da Bouchet, wie seine Zeit, der Meinung war, alles Gute gehört allen, und den Begriff des Plagiats nicht anerkannte. Mit dieser Form der Intertextualität fand Bouchet in der jüngsten Forschung erhebliche Aufmerksamkeit.
Daneben publizierte Bouchet in einer zeitgenössischen Auflage des Falknereibuchs von Jean de Francières (gest. 1488) eine Sammlung aller Raubvögel, die der Beizjagd dienten.
Unter Bouchets Gedichten wählte Maurice Allem für seine Anthologie des 16. Jahrhunderts Sur les guerres civiles (Über die Bürgerkriege) aus. Hier ein Ausschnitt (mit dem Tenor « es ist unfasslich ») :
Quant à moi, je ressemble à ceux qui en dormant/Songent un cas étrange, et pleins d’étonnement,/Ils débattent en eux, même durant leur songe;/S’il est vrai ce qui s’offre, ou bien si c’est mensonge,/Avoir vu les Français, jadis si bien unis,/Eux-mêmes désunis, d’eux-mêmes ennemis,/Forcenés, insensés et d’une rage extrême/Combattant leur prochain, se combattre soi-même;/Avoir vu les sujets dessous un même roi,/Ne sachant la plupart ni comment, ni pourquoi,/Se piller, se tuer, et pour s’entredéfaire,/Implorer le secours d’une gent étrangère./Je ne me pouvais bien persuader en moi/Que je dusse à mes yeux ajouter tant de foi,/Et ne fût que du mal les trop vives atteintes/Ont trop bien fait sentir les choses n’être feintes,/J’aurais pensé rêver, et serais incertain/Que ce fût chose vraie, ou bien un songe vain.

## Werke
- Recueil de tous les oyseaux de proye qui servent à la vollerie et fauconnerie, in: Jean de Francières, La fauconnerie, Poitiers, E. de Marnef und Bouchet frères, 1567.
- Les Serées, 3 Bde., 1585–1598; hrsg. von C. E. Roybet (= Clémence Royer und Ernest Courbet), 6 Bde., Paris, A. Lemerre, 1873–1882; Genf, Slatkine, 1969.
  - 1. Du vin. De l’eau. Des femmes & des filles. Des roys qu’on crie le roy-boit. Des nouvellement mariés & mariées.
  - 2. Du poisson. Des chiens. Des cocus & des cornards. Des juges, des aduocats, des procès, & plaideurs. Des medicins & de la medecine. Des cheuaux, des lumens, des asnes, des mules & mulets. Des babillards & des causeurs.
  - 3. Des responses & rencontres des seigneurs à leurs subjects, & des subjects à leurs seigneurs. Des decapitez, des pendus, des fouëttez, des essoreillez, & des bannis. Des larrons, des voleurs, des picoureurs & mattois. Des songeurs, resuers & dormeurs. Des odeurs, & du sentiment. Des boiteux, & des boiteuses, & aveugles. De la vevé, des yeux, des aveugles, des borgnes & des louches. Des bossus, des contrefaicts, & des monstres. Des sourds & des muets. Des femmes grosses d’enfans.
  - 4. Des accouchees. Des Nourrices. Des gens de guerre. Des personnes, grosses & grasses. Des barbiers, & du mal de dents. Des peintres & peintures. Des mores, des negres, & des noirs. Des peauures & des mandians. Des riches & des auaricieux.
  - 5. De la musique, & des joüeurs d’instrummes. Des gens d’église. Des fols, plaisans, idiots & badins. De la diuersité des langues & du langage. Des ladres & des messeaux.
  - 6. Index.
    - (Teilübersetzung) Die galanten Schwänke aus den „Sérées“ des Guillaume Bouchet, Wien 1922 (übersetzt unter dem Namen Sigbert Romer von Konrad Haemmerling).

### Handbuchliteratur
- Anthologie poétique française. XVIe siècle, hrsg. von Maurice Allem, 2 Bde., Paris, Garnier-Flammarion, 1965 (1, S. 355–356).
- Robert Horville, Le XVIe siècle 1494–1598. Une naissance dans la continuité, in: Histoire de la littérature française, hrsg. von Henri Mitterand, Paris 1988, S. 124–424 (hier: S. 221, 326)
- Laffont-Bompiani. Le nouveau dictionnaire des auteurs de tous les temps et de tous les pays, Paris 1994, S. 422 (Reihe Bouquins).